# جورجيا تايلور
جورجيا تايلور (بالإنجليزية: Georgia Taylor)‏ هي ممثلة بريطانية، ولدت في 26 فبراير 1980 في ويغان في المملكة المتحدة.

## وصلات خارجية
- جورجيا تايلور على موقع IMDb (الإنجليزية)
- جورجيا تايلور على موقع قاعدة بيانات الفيلم (الإنجليزية)